# Wierch-Topolany
Wierch-Topolany – kolonia wsi Topolany w Polsce, położona w województwie podlaskim, w powiecie białostockim, w gminie Michałowo.
W latach 1975–1998 kolonia administracyjnie należała do województwa białostockiego.